# Mimocentrura bicristata
Mimocentrura bicristata là một loài bọ cánh cứng trong họ Cerambycidae.